# Qarah Charyān
Qarah Charyān (persiska: قَرِه چَريان, قَرِه جِريان, قَرِه چِريان, قَرِهچَر, قَرَچَر, كَرَچَر, قره چريان, Qareh Charyān) är en ort i Iran.   Den ligger i provinsen Zanjan, i den nordvästra delen av landet, 300 km väster om huvudstaden Teheran. Qarah Charyān ligger 1 579 meter över havet och antalet invånare är 417.
Terrängen runt Qarah Charyān är platt åt sydost, men åt nordväst är den kuperad. Runt Qarah Charyān är det ganska glesbefolkat, med 47 invånare per kvadratkilometer. Närmaste större samhälle är Armaghānkhāneh, 13,9 km nordost om Qarah Charyān. Trakten runt Qarah Charyān består i huvudsak av gräsmarker.